# Cornelius Appel

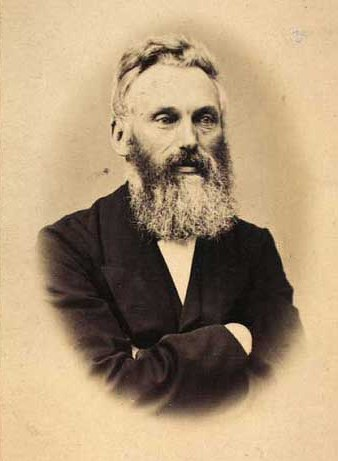
Cornelius Appel.

Cornelius Appel, född den 13 maj 1821 i Aabel, Haderslev Amt, död den 26 mars 1901 i Dalum vid Odense, var en sønderjylländsk präst, far till Jacob Appel.
År 1841 dimitterades han som seminarist från Kongens Lyngby seminarium och var lärare på olika ställen i Sønderjylland (Lovrup, Løjt och Ballum), tills han 1851 blev lärare vid seminariet og borgarskolan i Tønder, där det danska språket enligt språkreskriptet skulle införas. Han deltog med iver i den nationella rörelsen och hyllade den så kallade klosterpolitiken, men 1864 fick han sitt avsked. 
Året efter begav han sig till Rødding folkhögskola i Rødding, där han höll sommarskola för flickor. Han deltog sedan 1870 i prästen Sveistrups söndagsgudstjänster där, och när dessa 1874 förbjöds, valdes Appel av denna krets, som hade utträtt ur den schleswig-holsteinska landskyrkan, till präst. 
Den 30 juli 1874 ordinerade valmenighetspräst Vilhelm Birkedal från Ryslinge honom på folkhögskolan i Askov i närvaro av flera andra präster från kungariket Danmark, för vilken handling Højesteret dömde Birkedal och de andra prästerna att betala böter. 
Appel samlade en stor krets av sønderjylländare omkring sin förkunnelse, tills han 1887 efter en mycket farlig operation blev tvungen att nedlägga sitt ämbete. Han levde därefter i Dalum vid Odense i ett hus, som danska män och kvinnor hade skänkt honom.